# Sanaa Seif
Sanaa Seif (El Cairo, 20 de diciembre de 1993) es una activista política egipcia, comprometida con la Revolución egipcia de 2011. Era una estudiante de Traducción en la Universidad Seis de Octubre hasta su arresto en 2014. En septiembre de 2015, recibió un indulto presidencial, junto con otras cien personas. En 2016, unos meses después de este acontecimiento, fue sentenciada a seis meses de prisión por «insultar al poder judicial».

## Contexto y vida personal
Sanaa Seif es una activista política y estudiante de Egipto. Seif pertenece a una familia conocida y muy activa en la política. Su padre, Ahmed Seif, fue un activista y abogado de los derechos humanos hasta 2014, mientras que su madre, Laila Soueif es profesora de la Universidad de El Cairo y una activista por la libertad académica en Egipto. Sus hermanos mayores son también conocidos en la comunidad del activismo. Su hermano, Alaa Abd El-Fattah, se convirtió en un ícono durante los levantamientos que tumbaron el régimen de Hosni Mubarak. Su hermana, Mona Seif, es una investigadora en Genética y es una de los responsables de la fundación de un movimiento egipcio contra los juicios marciales a los civiles.
Sanaa comenzó su activismo en 2011 durante el punto álgido de las protestas revolucionarias en Egipto. Su primera experiencia con las manifestaciones tuvo lugar cuando se hizo parte de un movimiento para recordar a Khaled Mohamed Saïd. Su activismo inició aquí y a los 17 años, luego de asistir a protestas en la plaza de la Liberación, comenzó a publicar un periódico independiente, Al-gornal, con unos amigos. Esta publicación, que tocaba temas centrales para la Primavera Árabe, pronto se hizo popular y la producción alcanzó las treinta mil copias por edición.
Después de haberse comprometido en la Primavera Árabe, Sanaa se involucró activamente en movimientos de protesta y en problemas de derechos humanos. Su imagen se convirtió en un símbolo para los revolucionarios, quienes respetan su trabajo en estas áreas y la perciben como un espíritu de la revolución.

## Protesta de marzo de 2014 y tiempo en la cárcel
El 21 de junio de 2014, veintitrés hombres y mujeres, entre los que estaba Sanaa Seif, fueron arrestados fuera del palacio presidencial de El Cairo por manifestarse contra la ley de protesta de Egipto. La reunión tenía como fin protestar contra las leyes antiprotesta del gobierno. En el posterior juicio, la Corte Penal de El Cairo sentenció a los manifestantes a «dos años de prisión y dos años de observación». Según un artículo publicado por Daily News Egypt, «los 22 defendidos apelaron su sentencia a tres años de prisión en octubre por violar la Ley de Protestas y por uso de violencia para aterrorizar a los ciudadanos». Además de violar esta ley, los que protestaban fueron acusados de asaltar a oficiales de la policía y de destruir la propiedad pública.
Desde el día del veredicto, muchas organizaciones internacionales, como la Comisión Africana de Derechos Humanos y de los Pueblos, Amnistía Internacional, el Observatorio de los Derechos Humanos y la Iniciativa Egipcia por los Derechos de la Persona, lo han condenado. En febrero de 2015, ninguno de los activistas había recibido el indulto, pese a que existían rumores de que sería concedido en el aniversario de la revolución, el 25 de enero.
En mayo de 2016, Seif fue condenada a seis meses de prisión por «insultar al poder judicial». Fue acusada, junto con 237 personas, de incitar a manifestaciones debido a su desacuerdo con la concesión de dos islas situadas en el Mar Rojo a Arabia Saudí.

## Huelga de hambre
El 4 de septiembre de 2014, Sanaa Seif y su hermano, Alaa Abd El-Fattah, quien había sido encarcelado en noviembre de 2013 por violar la ley antiprotestas, además de otros cargos, comenzaron una huelga de hambre en sus respectivas prisiones, mientras que el resto de su familia lo hizo desde su casa. Esto fue en respuesta a la negativa de las autoridades egipcias de dejar que El-Fattah visitara a su padre moribundo, el abogado y activista de los derechos humanos Ahmed Seif al-Islam, además del encarcelamiento de Sanaa Seif. Los dos hermanos finalizaron la huelga el 19 de noviembre de dicho año, debido a la preocupación de la familia sobre si estaban en peligro de muerte. Esta no fue la primera vez que Seif inició una huelga de hambre. El 28 de agosto de 2014, participó de una junto a otras prisioneras para protestar contra la Ley de Protesta y de Asamblea Pública. Se conoce que la familia ha pasado frecuentemente por huelgas de hambre parciales.

## Imagen en la cultura popular
Sanaa Seif se convirtió en un símbolo de la revolución por su trabajo como activista. En los años que siguieron a 2011, la imagen de Sanaa se convirtió más en un símbolo para los revolucionarios de la plaza de la Liberación que una conexión con el activismo de su familia. Ha estado muy comprometida con el ámbito desde haber asistido a las marchas por los ataques a Khaled Said y su muerte a manos de la policía egipcia. La imagen de Seif es vista por algunos como el espíritu de la revolución; esto llevó a representaciones artísticas de ella, como un mural en Roma, pintado por el artista Ammar Abo Bakr.

### Presencia en las redes sociales
Desde su arresto, quienes la apoyan han creado una página de Facebook y un sitio web para informar novedades sobre su sentencia y para manifestar peticiones de liberación. El hashtag #FreeSanaa se ha usado para concientizar sobre su situación. Según sus páginas, cientos de personas han usado #FreeSanaa y #NoProtestLaw para unirse a su causa.

### The Square(2013)
Sanaa Seif estuvo estrechamente comprometida con el documental The Square, del cual era la editora y camarógrafa. El largometraje detalla los eventos de la Revolución egipcia desde 2011 a 2013, desde la perspectiva de los jóvenes activistas y es particularmente crítico de los militares egipcios. La película recibió aclamación de la crítica, incluso ganó premios en el Festival de Cine de Sundance y ganó el premio a mejor documental otorgado por la International Documentary Association. De hecho, fue la primera película egipcia en recibir una nominación para los premios Óscar. Si bien ha recibido críticas positivas en el exterior, en el país su lanzamiento fue estrictamente controlado. En Netflix apareció en enero de 2014, pero en Egipto, su primera proyección no tuvo lugar hasta junio del mismo año, sin ningún tipo de publicidad.